# Taganrog södra flygplats
Taganrog södra flygplats (ryska: Таганрог-Южный), även känd som Taganrog Yuzhny, är en flygplats i Rostov oblast som tillgodoser staden Taganrog.